# Fantasma de Kiev
El Fantasma de Kiev (en ucraniano: Привид Києва, romanizado: Pryvyd Kyieva) es el apodo dado a un mítico piloto ucraniano de un MiG-29 Fulcrum y as de la aviación, al que se le atribuye el derribo de seis aviones rusos sobre Kiev durante la campaña de Kiev el 24 de febrero de 2022. Varios informes, incluidos del Servicio de Seguridad de Ucrania, hicieron afirmaciones similares. El Fantasma de Kiev fue acreditado como un refuerzo moral para los ucranianos y como una narrativa del éxito de Ucrania durante la invasión rusa de Ucrania.
Dos meses después de su difusión, la Fuerza Aérea de Ucrania reconoció que era un mito y advirtió a la gente que no «descuide las reglas básicas de higiene de la información» y que «verifique las fuentes de información antes de difundirla» además de que los supuestos videos de este piloto son simulaciones hechas en el videojuego armA 3 por el YouTuber "compared comparison".

## Historia

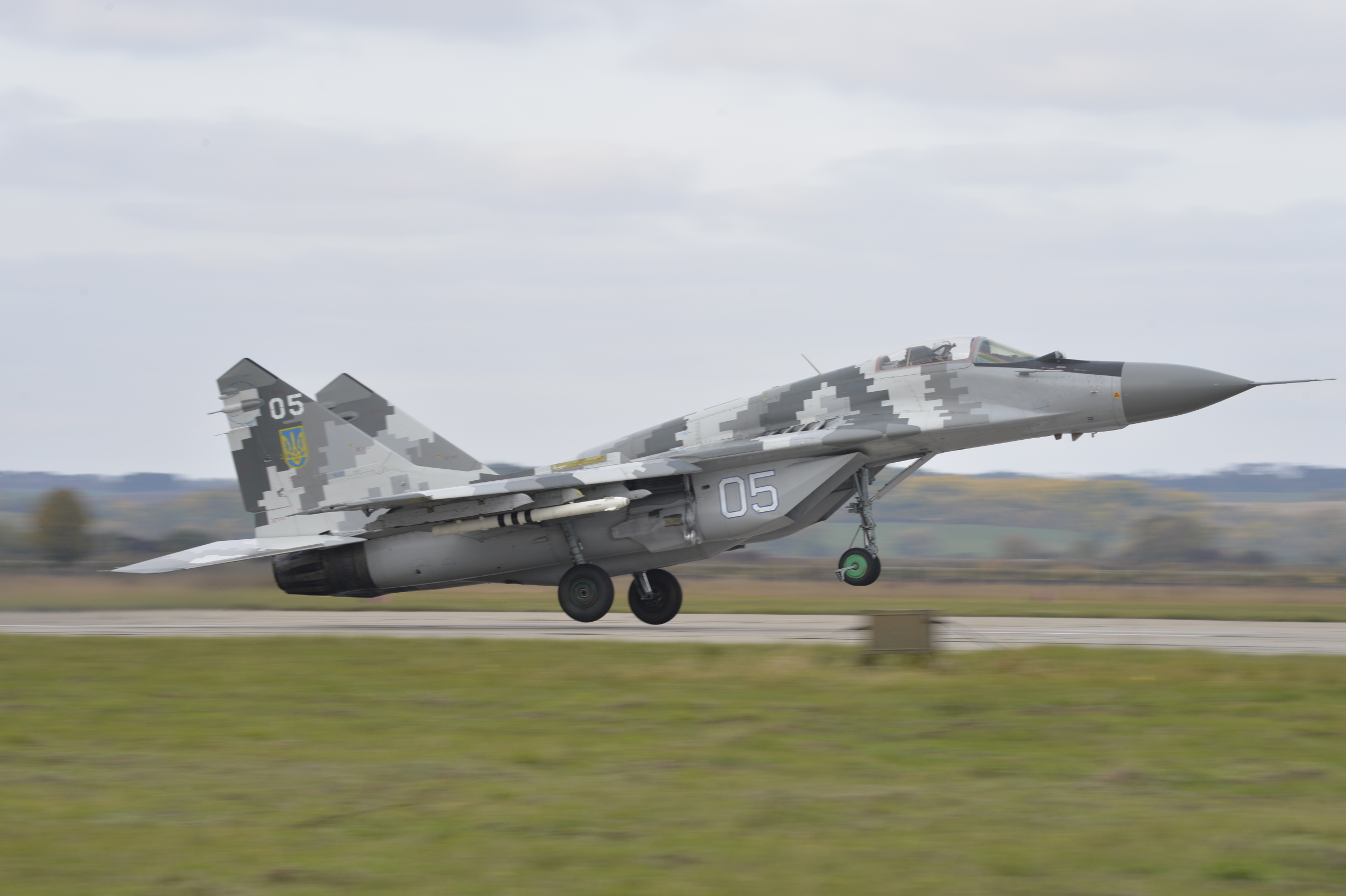
Un MiG-29 de la Fuerza Aérea Ucraniana, similar al usado por el presunto piloto anónimo.

La historia se hizo viral en las redes sociales, donde comenzaron a circular vídeos en los que se pueden ver cazas ucranianos, diciendo que un solo piloto ucraniano había derribado 6 aeronaves rusas con su MiG-29: dos Su-35, un Su-27, un MiG-29 y dos Su-25.
Incluso siendo falso, se ha dicho que había servido para alzar la moral de las tropas ucranianas, según Volodímir Zelenski, Presidente de Ucrania, “ha levantado la moral de un país que no conocerá la derrota”.
Según algunos medios, lo más probable es que se trate de una leyenda urbana, para levantar la moral, ya que no hay suficientes pruebas para demostrar su veracidad y la mayoría de vídeos sólo muestran un caza sobrevolando un edificio.
El 25 de febrero, el expresidente ucraniano Petró Poroshenko subió a sus redes sociales la fotografía de un piloto de MiG-29, el cual afirmaba ser el fantasma de Kiev. El 27 de febrero, el Servicio de Seguridad de Ucrania confirmó en Facebook que el Fantasma de Kiev habría derribado 10 aeronaves. Esto sería hasta el momento, el único medio oficial en referirse al aparente piloto.

## Moral
El Fantasma de Kiev se ha atribuido como una inyección de moral para los ucranianos, reforzando el optimismo ante la invasión rusa. La leyenda urbana probablemente no es una creación deliberada, extendiéndose historias compartidas por los ucranianos en las redes sociales antes de que las cuentas oficiales de los medios de comunicación ucranianos aludieran al piloto en una actualización periódica.
Task & Purpose argumentó que aunque era muy poco probable que hubiera siquiera seis derribos aire-aire en total, dada su rareza en el siglo XXI y la fuerte defensa antimisiles de Ucrania, el Fantasma de Kiev era "suficientemente real" para el espíritu de los ucranianos.
Al igual que el Fantasma de Kiev, el 26 de febrero de 2022, surgieron informes en las redes sociales sobre un soldado de las fuerzas terrestres ucranianas apodado el Segador Ucraniano, que supuestamente habría matado a más de veinte soldados rusos en combate solo.

## Propaganda
Desde el inicio no se pudo probar la existencia del piloto. Se pudo comprobar que la imagen que el Servicio de Seguridad de Ucrania difundió en Facebook no era actual sino que corresponde a una publicación en Twitter del año 2019. De igual manera el vídeo que compartió la cuenta oficial de las Fuerzas terrestres, y el Ministerio de Defensa de Ucrania, era en realidad un vídeo del videojuego Digital Combat Simulator. En las cuentas de algunos usuarios de redes sociales se identificaba al «Fantasma de Kiev» con el nombre de Vladímir Abdonov y se acompañaba de varias imágenes. Se ha comprobado que las fotos fueron manipuladas y que el rostro corresponde a un abogado argentino.
El 30 de abril de 2022, el Comando de la Fuerza Aérea de Ucrania admitió el estatus mítico del Fantasma de Kiev y escribió que "El fantasma de Kiev es una leyenda de superhéroe, cuyo personaje fue creado por ucranianos" y que "el #FantasmaDeKiev es vivo, encarna el espíritu colectivo de los pilotos altamente cualificados". Un experto militar ucraniano anónimo le dijo a la BBC que ayudó a "elevar la moral en un momento en que la gente necesita historias simples", y el Comando de la Fuerza Aérea también advirtió a la gente que no "descuidera las reglas básicas de higiene de la información" y que "comprobara la información". fuentes de información, antes de difundirla". La declaración se produjo después de que varios medios de comunicación publicaran historias que identificaban erróneamente al Mayor Stepan Tarabalka como el hombre detrás del apodo. Tarabalka fue un piloto real que murió el 13 de marzo de 2022 durante un combate aéreo y recibió póstumamente el título de Héroe de Ucrania.
En una entrevista del 8 de junio, abordando específicamente el mito del Fantasma de Kiev, el asesor del gobierno ucraniano Liubov Tsybulska indicó la importancia de evitar el uso de desinformación, al tiempo que reconoció que a veces pueden ocurrir errores. Enfatizó que el gobierno ucraniano era "capaz de aprender las lecciones" y expresó además que lo más importante era que la información errónea fuera reconocida y eliminada.
Después de la muerte del piloto de combate ucraniano Andrii Pilshchykov el 25 de agosto de 2023, se reveló que la foto original que pretendía mostrar el Fantasma de Kiev, compartida por Petró Poroshenko y difundida por los medios, mostraba a Pilshchykov, quien también fue uno de los creadores originales del Mito del "fantasma de Kiev".